# Caulokaempferia alba
Caulokaempferia alba är en enhjärtbladig växtart som beskrevs av Kai Larsen och Rosemary Margaret Smith. Caulokaempferia alba ingår i släktet Caulokaempferia och familjen Zingiberaceae.
Artens utbredningsområde är Thailand. Inga underarter finns listade i Catalogue of Life.